# Victor Weisskopf
Victor Frederick Weisskopf (19 de setembro de 1908 — 22 de abril de 2002) foi um físico estadunidense de origem judaica nascido na Áustria. Fez um pós-doutorado com Werner Heisenberg, Erwin Schrödinger, Wolfgang Pauli e Niels Bohr.

## Nos Estados Unidos
Devido a ser judeu, expatriou-se para o Estados Unidos durante a Segunda Guerra Mundial, onde trabalhou no Laboratório Nacional de Los Alamos no Projeto Manhattan desenvolvendo a bomba nuclear. Mais tarde envolveu-se em campanhas contra a proliferação de armas atômicas.

## No CERN
Weisskopf chegou ao CERN como professor convidado em 1957 e permaneceu um ano na divisão dos Estudos Teóricos tomando parte em trabalhos de pesquisa no Sincrocíclotron de 600 MeV. Fazia parte da Directoria encarregado da investigação quando foi nomeado o quarto Director Geral da organização em Agosto de 1961, sucedendo a John Adams.
Durante o seu mandado, o mundo em geral e a organização sofreram rápidas alterações, e assim nesse ano haviam começado as tentativas de experiências com neutrinos. Em 1965 o seu último ano como DG, o Conselho do CERN aceitou a proposta da construção do   Anéis de Armazenagem a Intersecções - Intersecting Storage Rings (ISR). Nesse  mesmo ano o governo francês autorizou que o CERN ocupe o terreno adjacente ao laboratório da organização em Suíça para iniciar a construção desse acelerador, tornando-se assim a primeira Organização Internacional com uma fronteira que corta o terreno em dois.
De 1966 a 1977 Victor F. Weisskopf foi membro do Comité da Política Científica e era membro do Comité Pauli.

## Cursos de Verão
Terminada as funções no CERN, voltou como professor no Instituto de Tecnologia de Massachusetts (MIT). Durante muitos anos voltava regularmente ao CERN como Professor convidado nas muito apreciadas programas Summer Students realizada anualmente na organização e dedicada as estudantes que durante um mês a mês e meio vêm trabalhar na organização durante as férias de Verão.

## Publicações
- Weisskopf, Victor; Blatt, J. M. (1952). Theoretical Nuclear Physics. New York: John Wiley
- Weisskopf, Victor (1963). Knowledge and Wonder: The Natural World as Man Knows It. New York: Anchor Books/Doubleday & Co. (Science Study Series S31)
- Weisskopf, Victor (1970). Modern Physics from an Elementary Point of View. Geneva: CERN
- Weisskopf, Victor (1972). Physics in the Twentieth Century: Selected Essays. Cambridge, Massachusetts: MIT Press
- Weisskopf, Victor; Kurt Gottfried (1984). Concepts of Particle Physics, vol. 1. New York: Oxford University Press
- Weisskopf, Victor; Kurt Gottfried (1986). Concepts of Particle Physics, vol. 2. New York: Oxford University Press
- Weisskopf, Victor (1989). The Privilege of Being a Physicist. Essays. New York: W. H. Freeman
- Weisskopf, Victor (1991). The Joy of Insight: Passions of a Physicist. New York: Basic Books. ISBN 9780465036783